# Семипалатинская филармония
Семипалатинская городская филармония имени Амре Кашаубаева, концертная организация. Организована на базе Семипалатинского областного концертно-эстрадного бюро (1945—1966), позже Семипалатинская областная государственная филармония (1966—1995). В составе Семипалатинской филармонии 7 творческих отделов: фольклорный ансамбль «Ән өзегі», эстрадный ансамбль «Семей сазы», детские организации и др. В разное время в Семипалатинской филармонии работали певец М. Ашекеев, работники культуры Б. Удербаева, Р. Байдалина, Э. Степанова и др.